# Vickers-Berthier
Vickers-Berthier je typ kulometu, používaný Brity za druhé světové války. Proslavil se mimo jiné jako zbraň pro speciální jednotky.

## Historie

### Vývoj a zařazení
První prototyp kulometu byl vyvinut francouzským konstruktérem Berthierem v roce 1908.[zdroj⁠?!] Francouzská armáda však tento typ kulometu nepřijala a dala přednost kulometu FM 24. Konstruktér nabídl roku 1925 svou zbraň zbrojovce Vickers.
Kulomet se zúčastnil soutěže, kde se utkal se zahraničními typy vz. 26, Madsen a BAR 1918. Vítězný vz. 26, který se po několika drobných úpravách a transformaci na britské náboje vyráběl jako BREN, měl podle komise jen jednu výhodu, kterou byla jeho vyměnitelná hlaveň, kde byla možnost vyměnit hlaveň za těžší, mající při dlouhé střelbě vyšší životnost. BREN byl však uváděn jako univerzální kulomet, Vickers jako lehký.
Kulomet Vickers-Berthier v pěchotní variantě byl však přijat do výzbroje Britskou Indickou armádou.

### Využití vboji
Byla vyvinuta a vyráběna letecká verze Vickers K, která byla typická použitím víceřadého diskového zásobníku. Tato zbraň byla častěji využívána u LRDG (Long Range Desert Group – Pouštní dálkové hlídky), na něž poté navázala Stirlingova SAS. Kulomety byly na vozidlech spřaženy ve dvojicích, což přispívalo ke zvýšení palebné síly, co bylo užitečné v boji s vozidly Afrikakorpsu a italské armády. Souboje vozidel připomínaly souboje vícemístných letounů, přenesených na plochu. Řidiči ostrými manévry uhýbali před nepřátelskou palbou, střelec se držel rukojetí kulometu, aby nespadl, a mezitím se ještě snažil mířit.[zdroj⁠?!] Chybějící přesnost zde nahrazoval počet střel ve vzduchu. Taktéž se kulomet osvědčil v obraně proti letounům. Kulomety byly lafetovány také na nájezdových Jeepech SAS.

## Konstrukce
Kulomet je z konstrukčního hlediska nadčasový, pracuje na základě odběru plynů z hlavně přes regulátor do pístové trubice, což pohánělo automatiku zbraně. Kulomet má ve variantě pěchotního kulometu pevnou pažbu, sklopnou dvojnožku a používá schránkové zásobníky, stejné jako u BRENu. Letecká verze, používaná u LRDG, nemá pažbu a rukojeť je atypicky tvarovaná. V leteckých verzích je používán diskový zásobník, shodný se zásobníkem používaných také na BRENu, v případě jeho lafetace na některé typy vozidel. U dvojkulometů má jeden typ elektromagnetické spušťadlo a tento slouží jako spřažený. Kulomety byly vybaveny jednoduchými snižovači zdvihu, připomínající typ použitý později na AK-47.